# Alemanha nos Jogos Olímpicos de Verão de 1992
A Alemanha foi um dos 169 países que participaram dos Jogos Olímpicos de Verão de 1992, em Barcelona, na Espanha. O país estreou nos Jogos em 1896 e esta foi sua 9ª participação como Alemanha, já que entre as edições de 1968 a 1988, o país participou como Alemanha Oriental e Alemanha Ocidental.